# Matt Taylor (labdarúgó, 1981)
Matthew Taylor (Columbus, 1981. október 17. –) amerikai labdarúgó, a német 1. FC Saarbrücken csatára.